# Zaubermond (Album)
Zaubermond ist das dritte Studioalbum der deutschen Schlagersängerin Helene Fischer. Das Album wurde am 27. Juni 2008 in Deutschland veröffentlicht.

## Hintergrund
Als Vorab-Auskopplung erschien bereits am 30. Mai 2008 die Single Lass mich in dein Leben, deren Text von Kristina Bach stammt, die als Texterin auch schon auf den beiden ersten Alben Helene Fischers mitgewirkt hatte. Der Album-Veröffentlichung schlossen sich mehrere Open-Air-Konzerte und eine ausgedehnte Tournee im Herbst 2008 an. Bereits am 12. Juli 2008 erhielt sie beim Sommerfest der Volksmusik Gold für ihr drittes Album aus den Händen von Florian Silbereisen, mit dem sie seit jenem Jahr eine Beziehung führt. Das insgesamt für die Künstlerin erfolgreiche Jahr 2008 fand u. a. beim SWR4-Schlagermarathon im November seinen Ausdruck, wo Lass mich in dein Leben den ersten Platz belegte und 17 weitere Titel von Helene Fischer in die sonstige Wertung kamen, sowie mit der Verleihung der Krone der Volksmusik am 10. Januar 2009. Vom 7. Januar 2009 bis 30. April 2009 präsentierte Fischer das Album Zaubermond im Mittelpunkt einer gleichnamigen Tournee.

## Titelliste
| #   | Titel                                     | Länge |
| --- | ----------------------------------------- | ----- |
| 1.  | Ewig ist manchmal zu lang                 | 3:26  |
| 2.  | Zaubermond                                | 3:38  |
| 3.  | Lass mich in dein Leben                   | 3:44  |
| 4.  | Jeden Morgen wird die Sonne neu gebor’n   | 3:21  |
| 5.  | Vergeben, vergessen und wieder vertrau’n  | 4:02  |
| 6.  | Jeder braucht eine Insel                  | 3:37  |
| 7.  | Tanz noch einmal mit mir                  | 3:50  |
| 8.  | Hab den Himmel berührt                    | 4:36  |
| 9.  | Mal ganz Ehrlich                          | 3:33  |
| 10. | Wer will denn schon vernünftig sein       | 3:30  |
| 11. | Ich geb nie auf (Am Anfang war das Feuer) | 4:05  |
| 12. | Frag nicht wo und wann                    | 3:52  |
| 13. | Gefühle wie Feuer und Eis                 | 3:32  |
| 14. | Meine Welt                                | 4:02  |
| 15. | König der Herzen                          | 3:20  |
| 16. | Willkommen in meinen Träumen              | 3:41  |

## Kommerzieller Erfolg

### Chartplatzierungen
| ChartsChartplatzierungen | Höchstplatzierung | Wochen |
| ------------------------ | ----------------- | ------ |
| Deutschland (GfK)        | 2 (74 Wo.)        | 74     |
| Österreich (Ö3)          | 4 (83 Wo.)        | 83     |
| Schweiz (IFPI)           | 17 (21 Wo.)       | 21     |

| ChartsJahrescharts (2008) | Platzierung |
| ------------------------- | ----------- |
| Deutschland (GfK)         | 25          |
| Österreich (Ö3)           | 34          |

| ChartsJahrescharts (2009) | Platzierung |
| ------------------------- | ----------- |
| Deutschland (GfK)         | 57          |
| Österreich (Ö3)           | 52          |

### Auszeichnungen für Musikverkäufe
| Land/Region        | Auszeichnungen für Musikverkäufe (Land/Region, Auszeichnung, Verkäufe) | Verkäufe |
| ------------------ | ---------------------------------------------------------------------- | -------- |
| Deutschland (BVMI) | 2× Platin                                                              | 400.000  |
| Österreich (IFPI)  | 2× Platin                                                              | 40.000   |
| Schweiz (IFPI)     | Gold                                                                   | 15.000   |
| Insgesamt          | 1× Gold · 4× Platin ·                                                  | 455.000  |